# Ursula Flacke
Ursula „Uschi“ Flacke (* 22. Dezember 1949 in Lippstadt) ist eine deutsche Autorin und Kabarettistin.

## Leben
Ihre Schulzeit verbrachte Ursula Flacke u. a. in einem „Nonneninternat“. Anschließend jobbte sie an einer Tankstelle, übernahm erste Statistenrollen in Fernsehproduktionen, hatte als Jennifer Christie am 17. Juli 1971 mit ihrem Single-Titel „Ich will immer bei dir bleiben“ einen Auftritt in der 25. Ausgabe der ZDF-Hitparade und arbeitete als Fotomodell u. a. für die Brigitte. 1973 holte sie ihr Abitur auf dem zweiten Bildungsweg nach und studierte in Mainz, Berlin und Köln Geschichte, Politikwissenschaft, Germanistik und Theater-, Film- und  Medienwissenschaften.
Ursula Flacke hat einen Sohn und lebt in Altweilnau, einem Ortsteil von Weilrod in Hessen.

## Wirken
Als „Uschi Flacke“ verfasste sie Bühnenprogramme sowie Kolumnen und Kritiken fürs Feuilleton.
Zusammen mit ihrer Band hat sie in den 1980ern zwei LPs veröffentlicht und war an mehreren Schallplattenveröffentlichungen beteiligt, u. a. an Die Leute von der Annostrasse von Peter Maiwald und an Ich bin Kohl, mein Herz ist rein zusammen mit Elke Heidenreich, Thomas Freitag und Stephan Wald.
Im Fernsehen war sie neben dem oben bereits erwähnten Auftritt in der ZDF-Hitparade später u. a. zu sehen im Liedercircus mit Michael Heltau, im Scheibenwischer, auf dem SFB-Satire-Fest und dem 3sat Mund Art Festival, bei 3 nach 9, Alfred Biolek und Mona Lisa sowie in zahlreichen Satireproduktionen, Revuen und Spielfilmen, u. a. unter der Regie von Peter Beauvais. Daneben gab es Aufzeichnungen von eigenen Programmen u. a. im Fernsehsender Radio Bremen. Sie hat als Moderatorin für Fernsehen und Bühne gearbeitet (Interviews u. a. mit Rita Süssmuth, August Everding, Jürgen Möllemann) und bei mehreren Theater- und Musicalproduktionen mitgewirkt, z. B. bei der Revue zur 750-Jahr-Feier Berlins, u. a. mit Brigitte Mira und Ralf Wolter unter der Regie von Helmut Baumann (Theater des Westens). Zudem hat sie im Fernsehen und Rundfunk an zahlreichen Programmen als Autorin mitgearbeitet, darunter zwei Jahre für UFO, ein Jugendmagazin des WDR Fernsehens.
Seit 1996 ist sie Drehbuchautorin u. a. für den KiKA (Schloss Einstein) und die ARD (Die Sendung mit der Maus), zudem erarbeitete sie Texte für die Bundeszentrale für gesundheitliche Aufklärung. Im gleichen Jahr hat sie mit Weil du ein Mädchen bist ihr erstes Buch veröffentlicht und seither über 50 weitere mit dem Schwerpunkt auf Kinder- und Jugendliteratur vornehmlich in den Verlagen Arena, Carlsen, Egmont VGS und Ueberreuter vorgelegt. Seit einigen Jahren veröffentlicht sie Bücher unter ihrem eigentlichen Namen „Ursula Flacke“, darunter auch Neuausgaben ihrer vergriffenen Titel in der Edition Gegenwind.
Ihr anderer Schwerpunkt ist nach wie vor das Kabarett, für das sie inzwischen auch acht Soloprogramme verfasst hat und hierzu auch selbst die musikalische Untermalung besorgt.

## Auszeichnungen
Die von ihr als eine der Drehbuchautoren mitverantwortete TV-Serie Schloss Einstein wurde seit 1999 bereits mehrfach ausgezeichnet. Zudem darf sich Uschi Flacke als langjährige Jurorin und Lektorin des OVAG-Jugendliteraturpreises mitausgezeichnet sehen, nachdem das Unternehmen als dessen Stifter 2012 den Deutschen Kulturförderpreis erhalten hat.
- 2005: Österreichischer Jugendbuchpreis für Hannah und der Schwarzkünstler Faust
- 2012: MOMMY AWARD in der Kategorie „Apps für Kinder“ für Prinzessin Annabell
- 2012: Nominierung für den AKEP Award in der Kategorie „Best Performance in Electronic Publishing“ von Prinzessin Annabell
- 2012: Auswahlliste Segeberger Feder: Das Mädchen mit den Seidenraupen
- 2014: Renate-Chotjewitz-Häfner-Förderpreis

## Auftritte (Auswahl)

### Fernsehproduktionen
- Die Welt als Überbrettl – Das Kabarett der frühen Jahre. Eine szenische Collage zus. mit Karl Friedrich, Karin Schroeder, Toni Slama, Peter Schlesinger u. a. Regie Volker Kühn Berliner Festspiele 1984 TV-Aufzeichnung ZDF 1984
- Der Name ist Schall und Rauch – Max Reinhardts kabarettistisches Theater. Eine szenische Kollage zus. mit Karl Friedrich, Toni Slama, Peter Schlesinger u. a. Regie Volker Kühn, Berliner Festspiele 1984, TV-Aufzeichnung ZDF 1984
- Cabaret zum Hungrigen Pegasus – Die Boheme gibt sich die Ehre. Eine szenische Collage zus. mit Karl Friedrich, Peter Schlesinger, Rolf Schwendter, Alfred Edel, Mathias Koeppel, Elke und Alexander u. a. Regie Volker Kühn. Berliner Festspiele 1984 TV-Aufzeichnung ZDF, 1984
- Proleten-Pointen – Kabarett von unten. Ein szenisches Apocalyptical zus. mit Karl Friedrich, Peter Schlesinger, Alfred Edel, Helmut Krauss, Elke und Alexander, Horst Koch u. a. Regie: Volker Kühn. Berliner Festspiele, 1984, TV-Aufzeichnung ZDF 1984
- Scheibenwischer von und mit Dieter Hildebrandt. Gäste: Uschi Flacke, Brigitte Mira, Karl-Ulrich Meves, Jochen Steffen, Gerhard Zemann. Texte: Klaus Peter Schreiner. Material: Gabriele Fischer, Klaus Fussek, Georg Wedemeier. Regie: Sammy Drechsel, ausgestrahlt am 18. November 1985

### Theaterproduktionen
- Quaale Traum erdrosselt meine Singe. Ein szenisches Apocalyptical zus. mit Hanns Dieter Hüsch, Marianne Mosa, Michael Thomas, Alfred Edel, Emil Mangelsdorff, dem Ensemble modern u. a. Alte Oper Frankfurt, 1985
- Libertäterä oder: Die Revolution findet im Saale statt. Eine Revolutions-Revue zus. mit Gisela May, Dieter Süverkrüp, Alfred Edel, Michael Thomas, Hans-Peter Minetti, Werner Kreindl, Claus Kühnl, dem Collegium vocale Köln, dem Wiener Maskentheater u. a. Regie: Volker Kühn; Alte Oper Frankfurt, 1989
- Haus Vaterland: Die erste gesamtdeutsche Kabarettproduktion zur Lage der Nation, Produktion: Renitenztheater, Stuttgart und Die Distel, Berlin. Regie: Peter Ensikat, 1990
- Von Erben und Erbschleichern. Eine literarische Revue zur 1848-Revolution. Zus. mit Michael Schneider, Produktion: Schriftstellerverband Hessen
- Man trifft sich. Als Ensemblemitglied des Berliner Kabaretts Die Distel. Regie: Peter Ensikat, Premiere: 14. Dezember 1998

### Solo-Programme
- Keep cool, Mama! Starke Stücke aus dem Alltag, 1996
- Max. Ein Kindermusical 1999
- Mordsweiber. Solokabarett 2000
- Wollt ihr Thomas Mann wiederhaben? Songs aus der Pfeffermühle von Erika Mann zur Ausstellung von Wigand Lange, 2003
- Eine gewisse Republik. Liederabend zum Jahrestag der Bücherverbrennungen – Römer Frankfurt 2003
- Herz für Herz. Ein satirischer Abend rund ums Herz (Produktion: Museum Friedrichsdorf 2004)
- Ich, Margarethe Reis. Museumseröffnung Philipp-Reis-Haus in Friedrichsdorf. Szenische Lesung als Margarethe Reis (Text in: Friedrichsdorfer Hefte 2005)
- Narrhallamarsch und Liberté. Ein literarisch-musikalischer Abend zur Geschichte der politisch organisierten Fastnacht, 2004
- Gehn wir Männer vergiften im Park. Ein literarisch-musikalischer Kabarett-Abend 2006
- Faust – ein Historical : Auf den Spuren von Dr. Faustus. Ein literarisch-musikalisches Spektakel 2007
- Das Vieh-losophische Quintett

## Bibliografie

### Kinder- und Jugendliteratur

#### Romane
- Katharina hinter den Sternen, Roman, Ueberreuter Verlag 2000
- Tessa und Sara im Castingfieber, Carlsen Verlag, 2004 ISBN 978-3-551-35332-0
- Katharina hinter den Sternen, dtv 2006 ISBN 978-3-423-70986-6

##### Historische Romane
- Die Hexenkinder von Seulberg, Historischer Roman mit Ausstellung, Carlsen 2003
- Hannah und der Schwarzkünstler Faust, Historischer Kriminalroman, Ueberreuter Verlag 2004; Neuausgabe Carlsen Verlag 2006
- Das Geheimnis des Nostradamus, Historischer Kriminalroman, Ueberreuter Verlag 2005
- Der Schlangenpayprus, Historischer Kriminalroman, Ueberreuter Verlag,  2007 ISBN 978-3-8000-5292-9.
- Die Nacht des römischen Adlers, Historischer Roman, Carlsen 2009 ISBN 978-3-551-65008-5.

TB- und E-Book-Neuausgabe: Die Nacht des römischen Adlers – Ein Saalburg-Roman. Edition Gegenwind – Books on Demand, Norderstedt 2017, ISBN 978-3-7448-5657-7.
- Das Mädchen mit den Seidenraupen, Carlsen Verlag, 2012. ISBN 978-3-551-31096-5
- Jeanne – das kurze Leben der Jungfrau von Orléans. Boje Verlag, Köln 2013. ISBN 978-3-414-82366-3.
- Das Mädchen aus dem Vinschgau. Bastei Lübbe, Köln 2015. ISBN 978-3-404-17215-3.

### Erzählungen
- Mister Sniff – Juwelenraub um Mitternacht, Arena Verlag, Würzburg 1999
- Grusel in der alten Gruft, Arena Verlag, 2000
- Das Gespenst ohne Gesicht, Arena Verlag, 2000
- Das Geheimnis der alten Burg, Arena Verlag, 2001
- Der Schatz im Höhlenlabyrinth, Arena Verlag, 2001
- Der Schmugglerbande auf der Spur, Arena Verlag, 2001
- Der Mumienraub, Arena Verlag, 2001
- Gangsterjagd im Spiegelkabinett, Arena Verlag, 2001
- Die Pfefferkörner: Wenn Du mich küsst ..., VGS, 2002 ISBN 978-3-8025-2854-5
- Vampirjagd um Mitternacht, Arena Verlag, 2003
- Hexenhut und Monstermaul, Gruselgeschichten, Carlsen Verlag, 2005
- Prinzessin Annabell – unprinzessinnenhafte Abenteuer. Carlsen Verlag, 2014. ISBN 978-3-551-31258-7
- Der goldene Palast – Geschichten vom kleinen und großen Glück. Edition Gegenwind – Books on Demand, Norderstedt 2018, ISBN 978-3-7528-2241-0

#### Reihe: Schloss Einstein
- Schloss Einstein – Schmetterlinge im Bauch, VGS, 2000
- Schloss Einstein – Der gestohlene Hit, VGS, 2000
- Schloss Einstein – Spiel mit dem Feuer, VGS, 2000
- Schloss Einstein – Skandal am faulen See, VGS, 2000
- Schloss Einstein Exklusiv, Katharina, Modelträume werden wahr, VGS 2000
- Schloss Einstein – Ein Traum in Chrom, VGS, 2000
- Schloss Einstein – Date mit einem Superhirn, VGS, 2001
- Schloss Einstein Exklusiv, Kleine Prinzen, VGS, 2001
- Schloss Einstein Exklusiv, Nadines Story, VGS, 2001 ISBN 978-3-8025-2832-3
- Schloss Einstein – Love Story, VGS, 2002

### Sachbücher
- Weil du ein Mädchen bist, Quell-Verlag, 1996
- Heine für Kleine – Mit Mathildes Papagei auf Heinrichs Spuren, Zum 200. Geburtstag von Heinrich Heine, Quell-Verlag, 1997
- Weil wir was zu sagen haben – Mädchen über Liebe, Lust und Launen, Ueberreuter Verlag, 1998
- Das will ich wissen, Sachbuch Wie ein Baby entsteht, Arena Verlag, 1999
- Weil ich dich verstehen will – Worüber Mädchen und Jungen reden möchten, Ueberreuter Verlag, 1999
- Mädchen, Mädchen-Sachbuch, dtv, 2000
- Freundinnen, Sachbuch, Ueberreuter Verlag, 2000
- Wie kommt das Baby in den Bauch?, Aufklärungscomic, Arena Verlag, 2003
- Die Dachbodendetektive, Rätselkrimis, Arena Verlag, 2005
- Aufregende Jahre – Jules Tagebuch, Aufklärungsroman, Bundeszentrale für gesundheitliche Aufklärung, 2005
- Das will ich wissen – Wie ein Baby entsteht (Neuauflage), Arena Verlag, 2006

## Diskografie
- Jennifer Christie (Pseudonym): Ich will immer bei dir bleiben / Hier warte ich auf dich. Single Hansa Record 10219 AT, 1971[3][4]
- Uschi Flacke & Band: Manchmal wächst aus mir der Tag. LP-Schallplatte. pläne 1981
- Uschi Flacke & Band: Ego Ego Ego. LP. pläne 1982
- Sulinchen, der Museumskobold. Eine Hörspielproduktion zus. mit Erika Dittrich und Gunter Gräfe auf CD sowie als Audiostationen (16 MP3-Installationen) für eine Museumsführung mit Kindern im Heimatmuseum Seulberg